# Dębówka nad rzeką Uszewką
Dębówka nad rzeką Uszewką este o arie protejată (sit de importanță comunitară — SCI) din Polonia întinsă pe o suprafață de 844,28 ha, integral pe uscat.

## Localizare
Centrul sitului Dębówka nad rzeką Uszewką este situat la coordonatele 50°10′05″N 20°41′19″E / 50.1681°N 20.6885°E.

## Înființare
Situl Dębówka nad rzeką Uszewką a fost declarat sit de importanță comunitară în octombrie 2009 pentru a proteja 4 specii de animale.

## Biodiversitate
Situată în ecoregiunea continentală, aria protejată conține 2 habitate naturale: Pajiști cu Molinia pe soluri calcaroase, turboase sau argilos-nămoloase (Molinion caeruleae), Pajiști aluvionare inundabile, de Cnidion dubii.
La baza desemnării sitului se află mai multe specii protejate:
- mamifere (1): castor (Castor fiber)
- nevertebrate (3): fluturele purpuriu (Lycaena dispar), Phengaris nausithous, Phengaris teleius

Pe lângă speciile protejate, pe teritoriul sitului au mai fost identificate 8 specii de plante, 2 specii de nevertebrate.